# Badminton-Bundesliga 1999/2000
Die Badminton-Bundesligasaison 1999/2000 bestand aus einer einfachen Vorrunde im Modus „Jeder gegen jeden“ und einer darauf folgenden Meister- und Abstiegsrunde im gleichen Modus, die nun jedoch aus Hin- und Rückspielen bestand. Meister wurde der BC Eintracht Südring Berlin. Mit dem Rückzug von Fortuna Regensburg und dem Berliner SC stiegen zwei Mannschaften ab, die sich sportlich eigentlich für die nächste Bundesligasaison qualifiziert hatten.

## Vorrunde

### Endstand
| Platz | Mannschaft                  | Spiele | Punkte |
| ----- | --------------------------- | ------ | ------ |
| 1.    | SC Bayer 05 Uerdingen       | 45:19  | 14: 2  |
| 2.    | FC Langenfeld               | 43:21  | 13:3   |
| 3.    | VfB Friedrichshafen (N)     | 36:28  | 11:5   |
| 4.    | SV Fortuna Regensburg       | 35:29  | 11:5   |
| 5.    | BC Eintracht Südring Berlin | 33:31  | 9:7    |
| 6.    | TuS Wiebelskirchen          | 29:35  | 6:10   |
| 7.    | 1. BC Beuel (N)             | 25:39  | 5:11   |
| 8.    | Berliner SC                 | 22:42  | 2:14   |
| 9.    | PSV Grün-Weiß Wiesbaden     | 10:44  | 1:15   |

## Meisterrunde

### Endstand
| Platz | Mannschaft | Spiele | Punkte |
| ----- | --- | ------ | ------ |
| 1.    | BC Eintracht Südring Berlin (Jens Olsson, Sebastian Schmidt, Kristof Hopp, Mikael Rosén, Rikard Magnusson, Daniel Eriksson, Catrine Bengtsson, Margit Borg) | 42:22  | 13: 3  |
| 2.    | SC Bayer 05 Uerdingen (Kenneth Jonassen, Simon Archer, Chris Bruil, Rune Massing, Boris Reichel, Nicole Grether, Erica van den Heuvel)                      | 36:28  | 9:7    |
| 3.    | SV Fortuna Regensburg (Michael Helber, Björn Siegemund, Chris Hunt, Vladislav Druzhchenko, Colin Haughton, Nicol Pitro, Stefanie Müller)                    | 33:31  | 9:7    |
| 4.    | VfB Friedrichshafen | 25:39  | 6:10   |
| 5.    | FC Langenfeld | 24:40  | 3:13   |

## Abstiegsrunde

### Endstand
| Platz | Mannschaft              | Spiele | Punkte |
| ----- | ----------------------- | ------ | ------ |
| 1.    | TuS Wiebelskirchen      | 28:20  | 9:3    |
| 2.    | Berliner SC             | 25:23  | 7:5    |
| 3.    | PSV Grün-Weiß Wiesbaden | 24:24  | 6:6    |
| 4.    | 1. BC Beuel             | 19:29  | 2:10   |